# Musashi (Ōita)
Musashi (jap. 武蔵町 Musashi-machi) war eine Stadt in der Präfektur Ōita im Higashikunisaki-gun.

## Geschichte
Am 31. März 2006 schloss sich Musashi mit den Machi Kunisaki (国東町, -machi), Aki (安岐町) und Kunimi (国見町, -machi) zur Shi Kunisaki zusammen.